# Vojtíškov

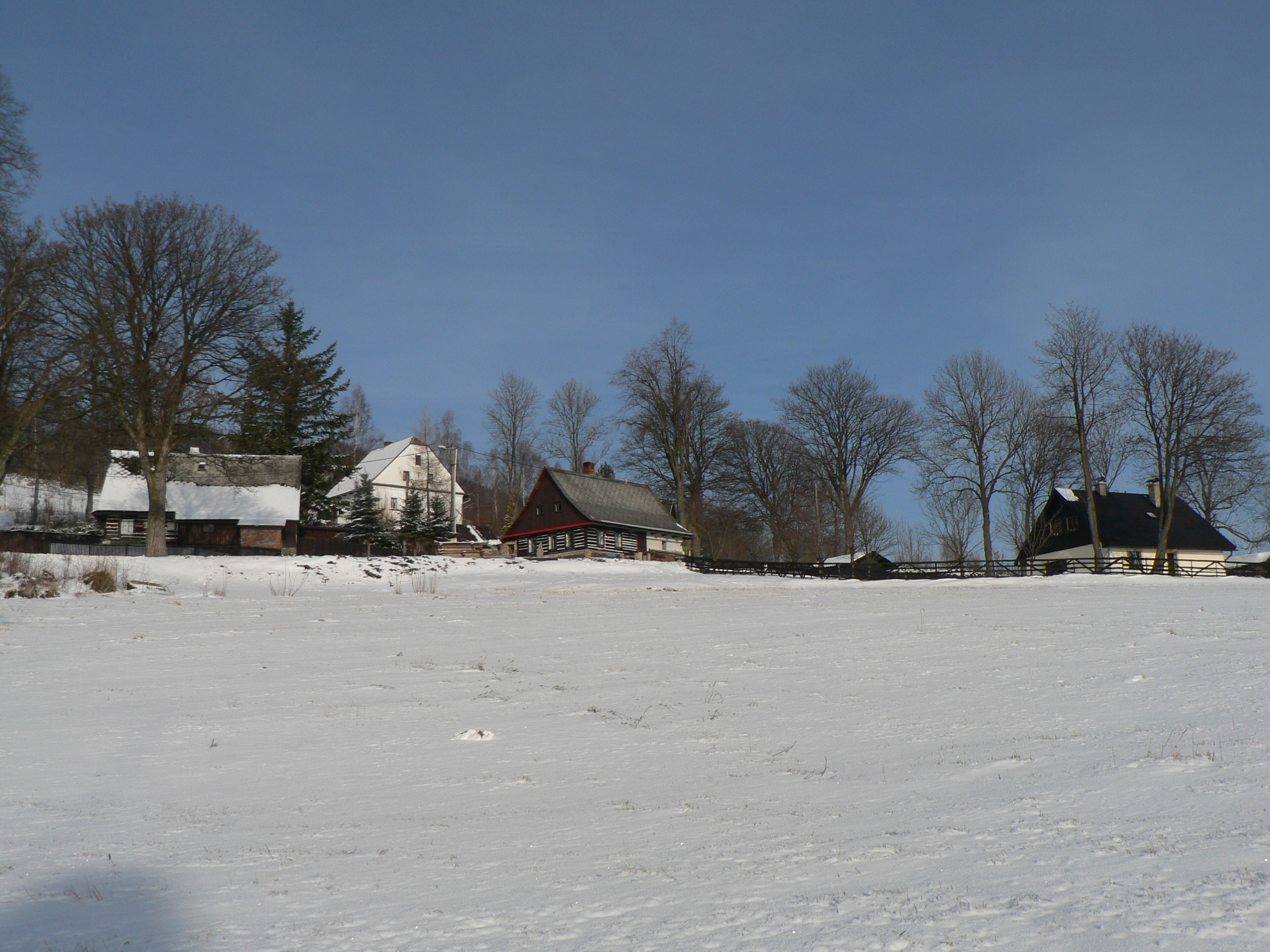
Oberer Teil des Dorfes Vojtíškov

Vojtíškov (deutsch Woitzdorf) ist ein Ortsteil der Gemeinde Malá Morava in Tschechien. Er liegt fünf Kilometer nordwestlich von Hanušovice und gehört zum Okres Šumperk.

## Geographie
Vojtíškov erstreckt sich im Süden des Glatzer Schneegebirges vom Südhang der Sviní hora (Sauberg, 1073 m) bis zur March. Nordwestlich erhebt sich der Kámen (Kronberg, 829 m) und im Süden jenseits der March der Kamenáč (Steinberg, 656 m). Südlich des Dorfes verläuft entlang der March die Eisenbahnstrecke von Lichkov nach Hanušovice.
Nachbarorte sind Vysoká und Vysoké Žibřidovice im Nordosten, Žleb im Osten, Vlaské im Südosten, Křivá Voda im Süden, Podlesí und Vysoký Potok im Südwesten, Malá Morava im Westen sowie Sklené im Nordwesten.
Westlich des Ortes befindet sich auf halbem Wege nach Malá Morava in einem linken Seitental der March die Wüstung Valbeřice (Wallbergsdorf). Im Nordosten liegen die ebenfalls erloschenen Ansiedlungen Hřebenek (Oberschar), Christenfeld und Rehfeld.

## Geschichte
Die erste schriftliche Erwähnung des zur Herrschaft Goldenstein gehörigen Dorfes Wojcechsdorph erfolgte im Jahre 1325 als der Ritter Hanß von Wustehube den Ort dem Zisterzienserkloster Kamenz überließ. In dieser Urkunde wurden zwei Orte dieses Namens genannt, das andere Wojcechsdorph befand sich an der Stelle von Vysoká. Noch im 14. Jahrhundert wurde Vojtíškov durch den Landesherrn wieder aus dem geistlichen Besitz ausgekauft und kam zur Herrschaft Goldenstein zurück. Während der Hussitenkriege fiel Wojcechsdorph wüst und wurde im 16. Jahrhundert unter den Herren von Zwole und Goldenstein wiederbesiedelt. Hans von Zwole erteilte den Siedlern gegen eine jährliche Zahlung eine befristete Befreiung von den Frondiensten, diese wurde 1563 durch Wenzel von Zwole in modifizierter Form verlängert. 1560 entstand in dem Dorf ein hölzernes evangelisches Bethaus.
Nachdem die Herren von Würben die Herrschaft Goldenstein erworben hatten, kam es 1584 zu einem Vergleich, der die Robotpflichten gegenüber dem herrschaftlichen Hof in Weigelsdorf neu regelte. Im selben Jahre kaufte Hynek von Würben auch den Freihof Woitzdorf von Jan Bradl von Scharfeneck ab. Nach der Schlacht am Weißen Berg wurde das evangelische Bethaus 1625 der katholischen Kirche zugewiesen. Im Hufenregister von 1654 sind für Woitzdorf 35 Anwesen und 225 Bewohner ausgewiesen. Bis 1677 wuchs der Ort auf 37 Anwesen an. Bis 1784 war der Ort nach Hannsdorf gepfarrt, danach wurde in Woitzdorf eine eigene Pfarre eingerichtet. Im Jahre 1785 hatte das Dorf 501 Einwohner und 1791 lebten in den 65 Häusern von Woitzdorf 518 Menschen. 1792 wurde auf den Fluren des herrschaftlichen Hofes das Dorf Wallbergsdorf gegründet. Später entstand noch die Kolonie auf der Oberschar. Zu Beginn des 19. Jahrhunderts war das hölzerne Kirchlein verfallen und zu klein geworden, so dass es abgetragen wurde. Östlich davon entstand in den Jahren 1807–1809 auf einer vom Bauern Ignaz Schwarzer überlassenen Parzelle die Kirche Mariä Wiegenfest.
Nach der Aufhebung der Patrimonialherrschaften bildete Woitzdorf mit den Ortsteilen Oberschar und Wallbergsdorf ab 1850 eine politische Gemeinde im Bezirk Mährisch Schönberg und gehörte zum Gerichtsbezirk Altstadt. Im Jahre 1921 lebten in den 95 Häusern des Dorfes 465 Deutsche, zwei Tschechen und zehn Ausländer. Darin inbegriffen sind die 55 Einwohner von Oberschar. Im Ort befand sich eine zweiklassige Dorfschule, zu der auch die Kinder aus Blaschke und Oberschar eingeschult waren. 1930 bestand Woitzdorf mit Oberschar aus 93 Häusern und zählte 443 Einwohner. Zusammen mit Wallbergsdorf hatte die Gemeinde 536 Bewohner.
Infolge des Münchner Abkommens wurde die Gemeinde 1938 dem Deutschen Reich zugeschlagen und gehörte bis 1945 zum Landkreis Mährisch Schönberg. 1939 hatte die Gemeinde 511 Einwohner. Nach dem Zweiten Weltkrieg erfolgte die Vertreibung der deutschen Bewohner. Die Ortsteile Hřebenek und Valbeřice wurden nicht wiederbesiedelt.
1948 erfolgte die Eingemeindung von Vlaské. Seit 1961 gehört Vojtíškov zu Malá Morava. 1991 hatte der Ort 116 Einwohner. Im Jahre 2001 bestand das Dorf aus 31 Wohnhäusern, in denen 130 Menschen lebten.

## Sehenswürdigkeiten
- Kirche Mariä Wiegenfest, erbaut 1807–1809